# Puukkojärvi (sjö i Finland)
Puukkojärvi är en sjö i Finland. Den ligger i kommunen Suomussalmi i landskapet Kajanaland, i den nordöstra delen av landet, 600 km norr om huvudstaden Helsingfors. Puukkojärvi ligger 249 meter över havet. Den är 25 meter djup. Arean är 20,6 hektar och strandlinjen är 3,49 kilometer lång. Sjön  ingår i Uleälvens huvudavrinningsområde. 